# 17 (عدد)
17 (سبعة عشر) هو عدد صحيح. يلي العدد 16 ويسبق العدد 18 وهو عدد طبيعي موجب.

## في الرياضيات
- هو حاصل جمع أول أربع أعداد أولية (2+3+5+7=17).
- هو والعدد 19 يعتبران عددان أوليان توأم.

## الإسلام
عدد ركعات الصلوات الخمس المفروضة في اليوم.